# جربیل دم‌ریش‌ریشی
جربیل دم‌ریش‌ریشی (نام علمی: Gerbilliscus robustus) نام یک گونه از سرده جربیل‌های پابرهنه است.